# José Juan Dómine
José Juan Dómine   (Alcaraz i Albacete, 6 de juny de 1869 - València, 11 d'octubre de 1931) fou un metge, empresari i polític espanyol, diputat a les Corts Espanyoles durant la restauració borbònica.

## Biografia
Era fill d'un registrador de la propietat, però ell estudià medicina a la Universitat de València, on s'especialitzà en malalties respiratòries. S'establí a València, on es casà i treballà a la clínica de José Chabás Bordehore, amb qui dirigí la revista La Salud Pública. Revista de Higiene y Tuberculosi. Contactà amb Eugenio Montero Ríos després que prestés atenció mèdica al seu fill quan era de vacances a A Toxa, i el va convèncer de militar al Partit Liberal, amb el que fou elegit diputat pel districte d'Alzira a les eleccions generals espanyoles de 1905. Fidel a José Canalejas (fins a la seva mort el 1912) i al comte de Romanones, fou escollit senador per la província de València el 1910-1911, 1916-1917, 1918-1919, 1919-1920, 1921-1922 i 1923. El 1927, gràcies a la seva amistat amb Miguel Primo de Rivera, fou membre de l'Assemblea Nacional, president del Monopoli de Petrolis i de la fàbrica de Mieres.
Com a empresari, fundà la Compañía Valenciana de Vapores Correos de África, nucli del que sorgiria la Companyia Trasmediterránea, que va presidir fins a la seva mort i que va prestar un servei fonamental durant la campanya del Marroc i especialment en el desembarcament d'Alhucemas, raó per la qual fou condecorat i nomenat gentilhome de la Cambra del Rei. Fou un dels impulsors de la construcció de les drassanes de la Unión Naval de Levante.